# Glukhaya Shchel'
Glukhaya Shchel' är en ravin i Kazakstan.   Den ligger i oblystet Almaty, i den östra delen av landet, 900 km sydost om huvudstaden Astana.